# Hildegard Jahn-Wiegel
Hildegard Jahn-Wiegel (geb. Wiegel; * 13. Juni 1922 in Heiligenstadt; † 2009) war eine deutsche Bildhauerin.

## Leben und Werk
Hildegard Wiegel absolvierte bis 1939 das Gymnasium im Bergkloster Heiligenstadt. Von 1941 bis 1945 besuchte sie in Hannover die Staatlich-städtische Handwerker- und Kunstgewerbeschule. Einer ihrer Lehrer war Hermann Scheuernstuhl. Danach arbeitete sie bis 1947 mit einem eigenen Atelier in Heiligenstadt als freischaffende Bildhauerin. Von 1947 bis 1949 studierte sie in Dresden bei Reinhold Langner an der Staatlichen Hochschule für Werkkunst Plastik. Seitdem arbeitete sie als freischaffende Bildhauerin, bis 1951 in Dresden, dann kurzzeitig in Rochlitz und ab 1952 in Heiligenstadt. Dort schuf sie unter anderem für die Pfarrkirche St. Gerhard des Redemptoristenklosters St. Klemens die Kanzel, die Kommunionbank und eine Christusstatue über dem Portal. Ab 1954 lebte Hildegard Jahn-Wiegel wieder in Dresden. Dort wirkte sie unter anderem bei der Rekonstruktion von Reliefköpfen am Wiederaufbau der Semperoper mit.
Hildegard Jahn-Wiegel hieß in ihrer ersten Ehe Konopka-Wiegel. Sie war Mitglied des Verbands Bildender Künstler der DDR. Ihr Grab befindet sich auf dem Loschwitzer Friedhof.

## Werke (Auswahl)

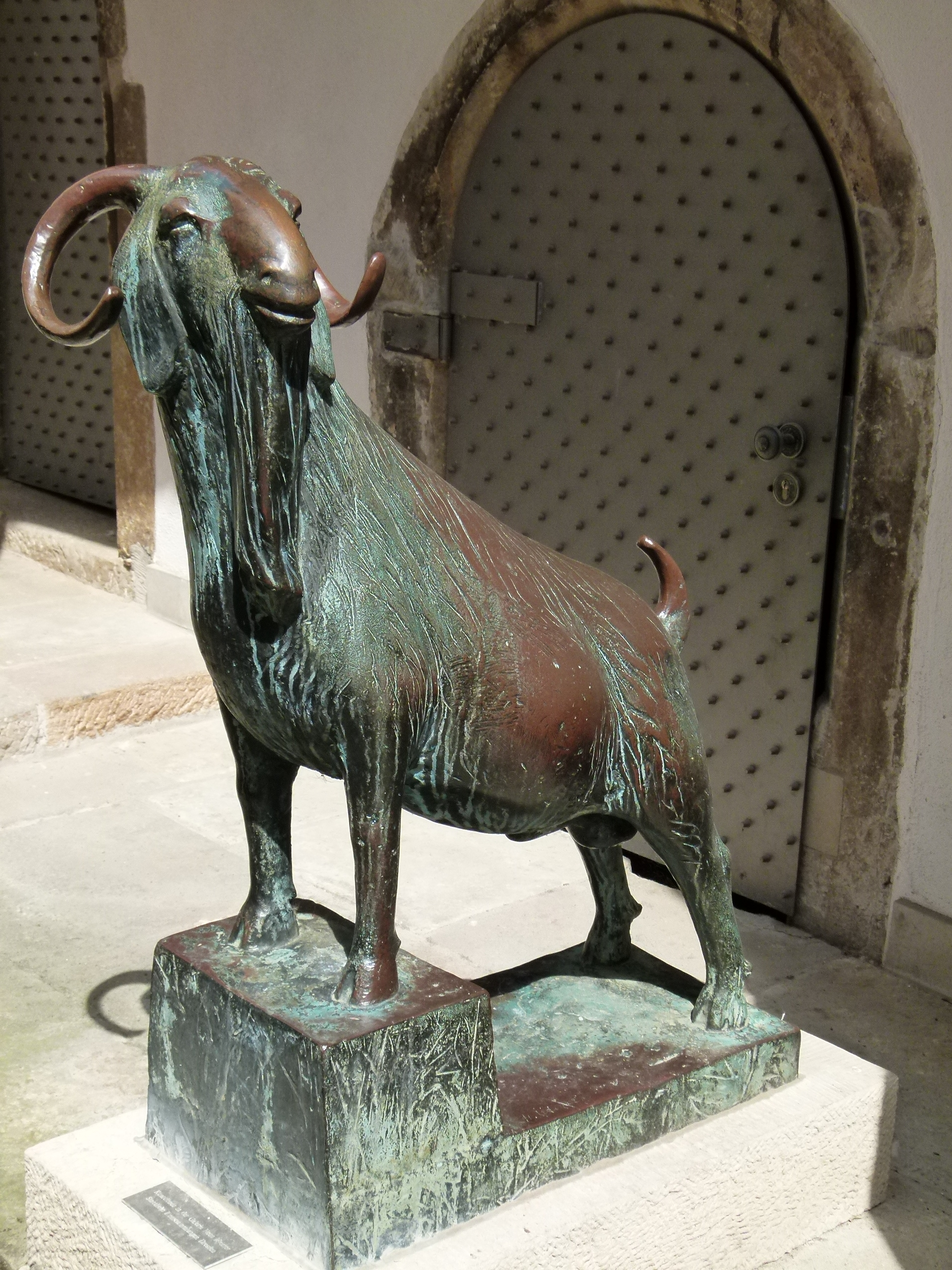
Ziegenbock, Bronzeplastik, Pirna, Schloßstraße 13

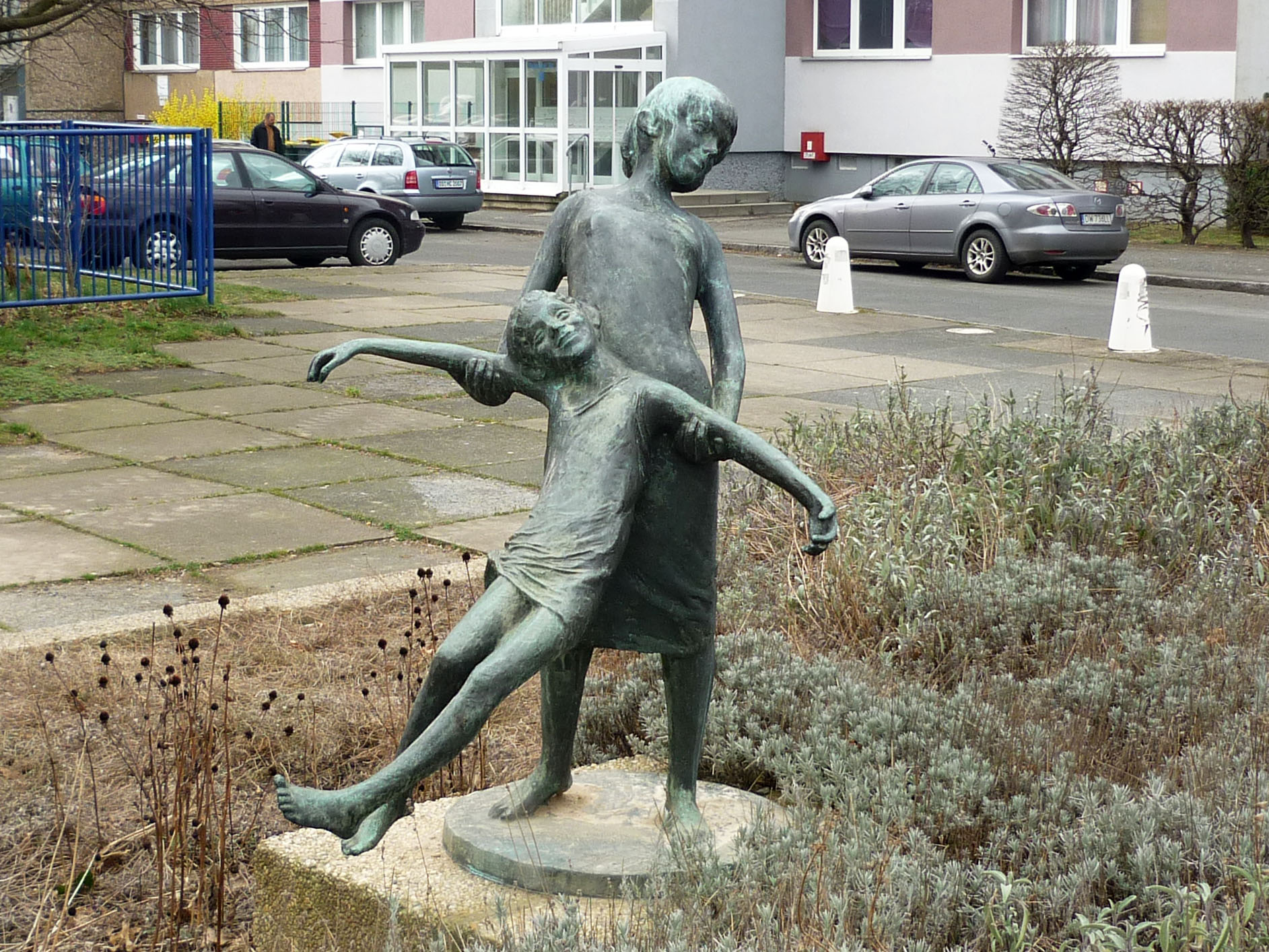
Spielende Kinder, Dresden

- Thomas Müntzer (Porträtbüste, Terrakotta)[A 2]
- Das Karussell – Erinnerung an das sowjetische Tanzensemble Berjoska (Dreifigurengruppe, um 1953, Keramik, Höhe: 41 cm; auf der Dritten Deutschen Kunstausstellung)[3]
- Schwangere (Statuette, 1953, Stuck)[4][A 3]
- Lebensfreude/Spielende Kinder (Zweipersonengruppe, 1974/1975, Bronze, Höhe: 138 cm; Dresden, Pfotenhauerstraße 40; vor der 102. Grundschule Johanna ?)[5][6]
- Ziegenbock (1970er Jahre, Bronze; Kulturdenkmal, Objekt-Nr. 09223763; Pirna, Hof des Grundstücks Schloßstraße 13; siehe nebenstehende Abbildung)

## Ausstellungen (mutmaßlich unvollständig)
- 1953: Dresden, Dritte Deutsche Kunstausstellung
- 1969: Leipzig, Messehaus am Markt („Kunst und Sport“)